# Тёплово (Ивановская область)
Тёплово — деревня в Палехском районе Ивановской области. Входит в Майдаковское сельское поселение.

## География
Находится в 14 км к северу от Палеха.
Село находится на окраине более крупного села Майдаково, отделено от него рекой Люлех.

## Население
| 1859 | 1905 | 2010 |
| ---- | ---- | ---- |
| 255  | ↘231 | ↗235 |

## Инфраструктура
В Тёплово находится сельскохозяйственный производственный кооператив (колхоз) «Майдаковский», общеобразовательная начальная школа, предприятия «Нива» и «Александр-Владимир-Магомет».